# Schismatoclada rubra
Schismatoclada rubra är en måreväxtart som beskrevs av Anne-Marie Homolle. Schismatoclada rubra ingår i släktet Schismatoclada och familjen måreväxter. Inga underarter finns listade i Catalogue of Life.